# Nacatole
Le nacatole sono dolci tradizionali della Calabria. L'area di produzione e in particolare è il territorio del comprensorio della Locride, in Provincia di Reggio Calabria e in pochi altri comuni della Calabria.

## Storia, tradizione e usi
Le nacatole sono dei dolci tradizionali di origine antica, di forme diverse, che venivano preparate nelle famiglie per  ricorrenze varie come matrimoni e battesimi e per le festività più importanti. Si preparavano generalmente una settimana prima di Natale come segno beneaugurale e non possono mancare nel cenone di fine anno. Oggi si preparano tutto l'anno e si possono trovare nelle pasticcerie e nei panifici. Questo tipico dolce viene consumato e si sposa magnificamente con i classici vini locali da dessert (assimilabili per molti versi ai cantucci col vinsanto).
La mattina, invece, a colazione, si associa molto bene con il latte fresco. L'area di produzione
è il territorio del comprensorio della Locride e della Piana di Gioia Tauro.

## Descrizione sintetica del prodotto
Le nacatole sono dolci di colore marrone chiaro, di profumo delicato, di sapore dolce. Gli ingredienti sono: farina di grano tenero, uova caserecce, zucchero, strutto oppure olio di buona qualità, buccia grattugiata di limone, anice e lievito (facoltativo). Per la produzione del dolce sono necessari ingredienti naturali.
- forma: di forma diversa (a ciambella, a bastoncino ecc.). Ma la tipica forma viene effettuata arrotolando sapientemente la pasta   stesa a forma di filoncino intorno a un bastone di circa 1,5 o 2 cm di diametro.
- dimensioni medie: varie
- peso medio: da 10 a 30 g
- Sapore: dolce
- odore: di dolce fritto
- colore: marrone chiaro.

## Tecniche di lavorazione
In un recipiente mescolare le uova con lo zucchero, aggiungere lo strutto oppure l'olio extravergine di oliva,l'anice, la buccia di limone grattuggiata, la farina e il lievito. Impastare il tutto e lavorare per bene (l'impasto deve risultare liscio e morbido); dare la forma che si desidera. Friggere in abbondante olio d'oliva e dopo la cottura, lasciare asciugare e cospargere di zucchero (facoltativo).

## Periodo di produzione
Tutto l'anno in particolare nel periodo di Natale. I locali utilizzati sono: laboratori di pasticcerie e cucine di casa.

## Prodotto agroalimentare tradizionale
Le nacatole sono state incluse dal Ministero delle politiche agricole alimentari e forestali nell'Elenco Nazionale dei Prodotti Agroalimentari Tradizionali (Suppl. Ord. Gazzetta Ufficiale N°167 del 18-7-02 pag. 13 N°156).